# イェジィ・フィツォフスキ

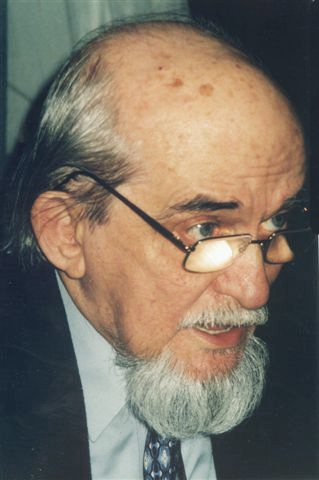
ワルシャワにて、2002年

イェジィ・フィツォフスキ（ポーランド語: Jerzy Tadeusz Ficowski、1924年9月4日 - 2006年5月9日）は、ポーランドの詩人・作家・翻訳者。熱心なカトリック教徒であるが、ポーランドのマイノリティ、とりわけユダヤとジプシー（ロマ）の文化に造詣が深い。

## 経歴
ワルシャワ生まれ。第二次世界大戦中、ドイツの占領下にあったポーランドで、国内軍（Armia Krajowa, 略称AK）のメンバーとしてワルシャワ蜂起に参戦する。戦後、ワルシャワ大学で哲学と社会学を学ぶ。
1948年に最初の詩集『ブリキの兵士』（Ołowiani żołnierze）を出版。詩作の傍ら、ジプシーの生活する森のキャンプをたびたび訪れ、1948年から50年にかけてジプシーの集団とともに放浪の旅に出る。1953年に、これまで収集した資料と情報をもとにポーランドに住むジプシーの歴史・民俗学の研究書『ポーランドのジプシー』（Cyganie polscy）を出版。フィツォフスキはフェデリコ・ガルシーア・ロルカの専門家でもあり、ロルカの『ジプシー歌集』の翻訳を手掛けている。
フィツォフスキはユダヤの文化や民間伝承の収集・記録・研究にも大きな業績を残している。とくに、ポーランドのユダヤ系作家ブルーノ・シュルツの研究はフィツォフスキのライフワークであり、1967年に出版されたシュルツの評伝『大いなる異端の領域』（Regiony wielkiej herezji）は各国語に翻訳されている。
1977年、ポーランドPENクラブ賞を受賞。2006年5月9日、ワルシャワで死去。

## 著作
詩
- 『ブリキの兵士』Ołowiani żołnierze, (1948)
- Zwierzenia, (1952)
- Po polsku, (1955)
- Moje strony świata, (1957)
- Amulety i defilacje, (1960)
- Pismo obrazkowe, (1962)
- Ptak poza ptakiem, (1968)
- Makowskie bajki, (1959)
- Errata,
- Śmierć jednorożca,
- Inicjał
- Zawczas z poniewczasem, (2004)
- Pantareja, (2006).

散文詩
- Czekanie na sen psa, (1970)
- Wspominki starowarszawskie. (1959)

その他
- 『ポーランドのジプシー』Cyganie polscy, (1953)
- Cyganie na polskich drogach, (1965)
- 『太陽の木の枝』Gałązka z drzewa słońca, (1961) 邦訳『太陽の木の枝―ジプシーのむかしばなし』（内田莉莎子訳、福音館書店、書籍情報: ISBN  4-8340-1883-0）
- Rodzynki z migdałami, (1964)
- 『大いなる異端の領域』Regiony wielkiej herezji. (1967)